# Söder Mälarstrand

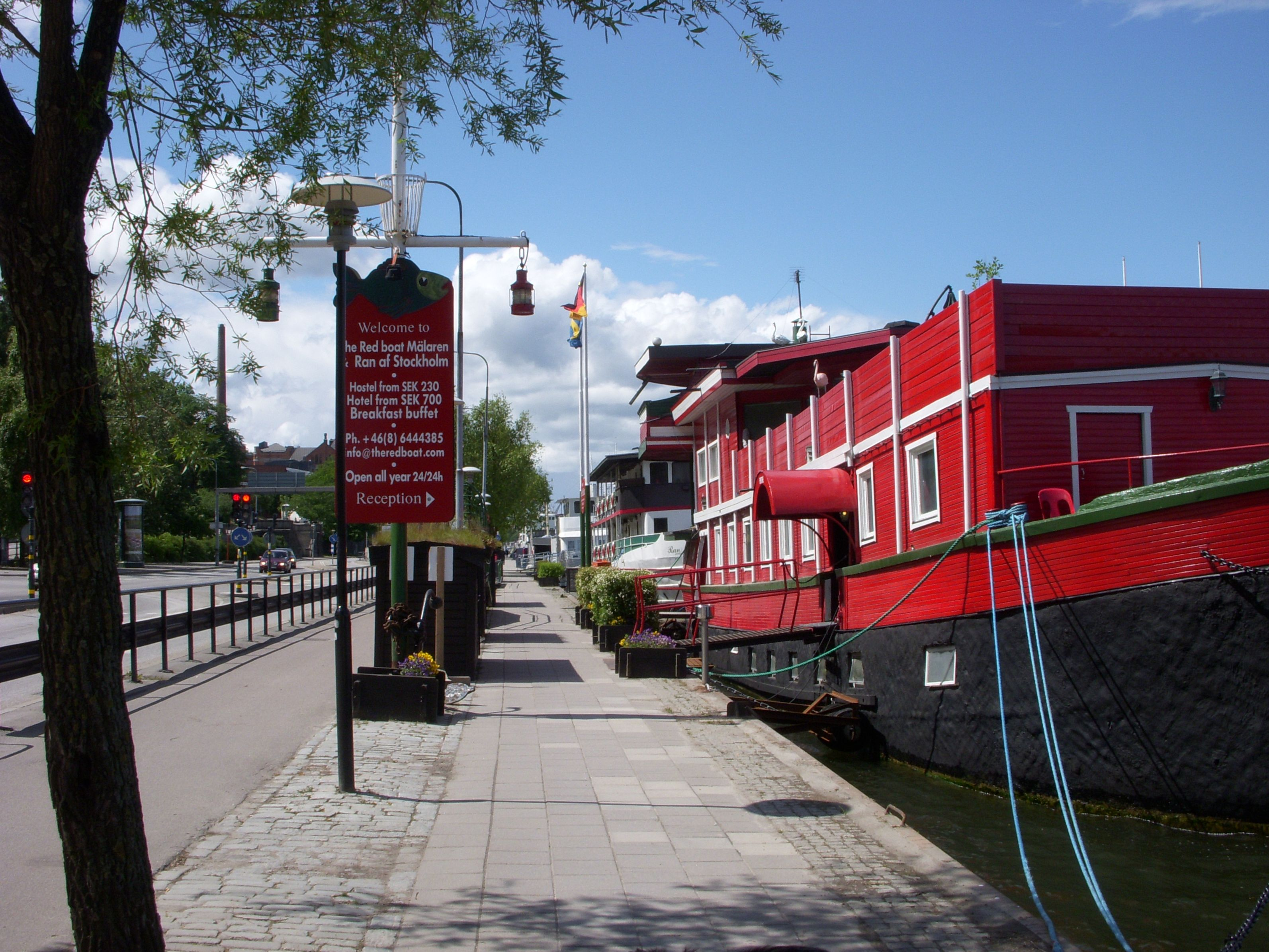
Söder Mälarstrands kaj västerut, 2009

Söder Mälarstrand är en strandgata med kaj på Södermalm i  Stockholm. Den sträcker sig längs Riddarfjärden från Pålsundet i väst till Centralbron i öst och är omkring 2 200 meter lång.
Längs gatan finns några intressanta byggnadsverk som malmgården Heleneborg, industrihuset Münchenbryggeriet och kontorshuset i gamla Mariahissen. 

## Gatans historia
Området blev hamn för tackjärnet från Bergslagen 1662. Så sent som 1884 fanns här ingen sammanhängande strandgata. På Atlas öfver Stockholm upprättad och utgifven av A.R. Lundgren syns en vågig strandlinje med många bryggor och kajer och inritat med röd färg en bred strandgata med namnet "Söder Mälarstrand", nästan i stil med Norr Mälarstrand. Riktigt så präktig blev den aldrig. De kajer som anlades användes för byggmaterial. Kajen som anlades under 1930-talet förföll och många sjöodugliga fartyg förtöjdes där. I början av 1990-talet fick strandpromenaden vid Pålsundet stängas av på grund av rasrisk. År 1997 färdigställdes dock en ny strandpromenad och kajsträckningen längs hela Söder Mälarstrand har renoverats sedan dess med cykel- och gångväg. Vid kajen finns bland annat hotell- och restaurangfartyg och Sjömansskolan.

## Byggnader längs gatan (i urval)
Längs Söder Mälarstrand finns inte många byggnader (jämförd med exempelvis Norr Mälarstrand). Södra sidan består huvudsakligen av en förkastningsbrant och norra sidan är ett obebyggd kajområde. De få byggnadsverk som finns är dock av hög kvalitet.

### Mariahissen
Längst i öst med adress Söder Mälarstrand 21 finns Mariahissen. Huset står vid foten av Mariaberget och uppfördes år 1885 efter ritningar av arkitekt Gustaf Dahl. Han gav byggnaden en  nygotisk stil med spetsbågefönster, tinnar och torn. Mariahissens spetsiga torn och gångbryggan i järnfackverk som korsar Bastugatan avslutar Bellmansgatan mot norr.

### Münchenbryggeriet
Största byggnadskomplexet vid Söder Mälarstrand 29 är Münchenbryggeriet. Före ölepokens början bedrevs på denna numer kända industritomt en rad verksamheter såsom väveri, kakelugnar, ångmaskinsdrivna brandsprutor, tryckeri, gjuteri och snickeri.
Grosshandelsbolaget C.C. Brusell & Co började 1857 tillverka och sälja här öl under namnet Münchens Bryggeribolag. Han namngav sitt bryggeri efter den bayerska bryggeristaden München.  Här tillverkades öl i över hundra år, den sista flaskan fylldes så sent som 1971.
Byggföretaget ABV köpte bryggeriets huvudbyggnad 1979 av kommunen och blev 1985 klar med en total renovering av de ca 50 000 m². Idag är Münchenbryggeriet ett mäss- och konferenscenter.

### Heleneborg
Längst i väst och mycket inklämd av nutida bostadshus, vid Pålsundsbron ligger malmgården Heleneborg. År 1721 byggde riksrådet greve Magnus Julius De la Gardie nya hus på den så kallade ”Österlingska tomten” och 1739 såldes egendomen till Olof Forsberg, som med sin kompanjon Olof Aspegren startade ett pipbruk, ”Tobaks Pipe Bruket”. Egendomen köptes 1759 av Adolph Christiernin, en mycket rik man, arvtagare till Västanfors och Fagersta bruk. Grosshandlare W. N. Burmester köpte Heleneborg år 1861. Han hyrde ut lokaler till fabrikören Immanuel Nobel d y. Hit kom sonen Alfred Nobel och här utfördes många av de experiment som ledde fram till upptäckten av dynamit. Den 3 september 1864 skedde en stor explosion på Heleneborg i samband med experiment med nitroglycerin. Fem personer dog, bland dem Alfreds bror Emil, som bara var 21 år gammal. Numera (2009) ägs och förvaltas Heleneborgs gård av AB Stadsholmen.

## Bilder

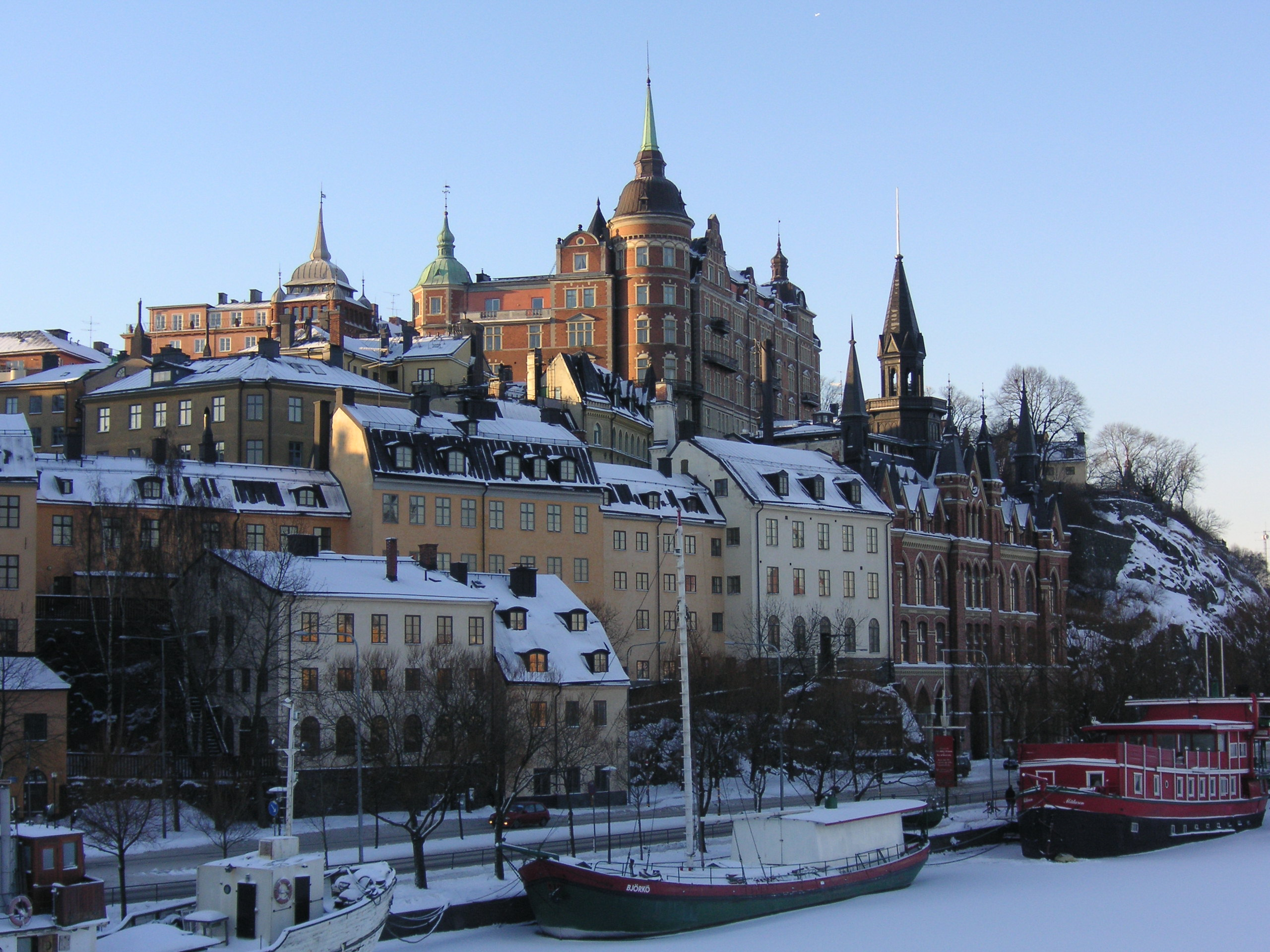
Kvarteret Lappskon störres bebyggelse
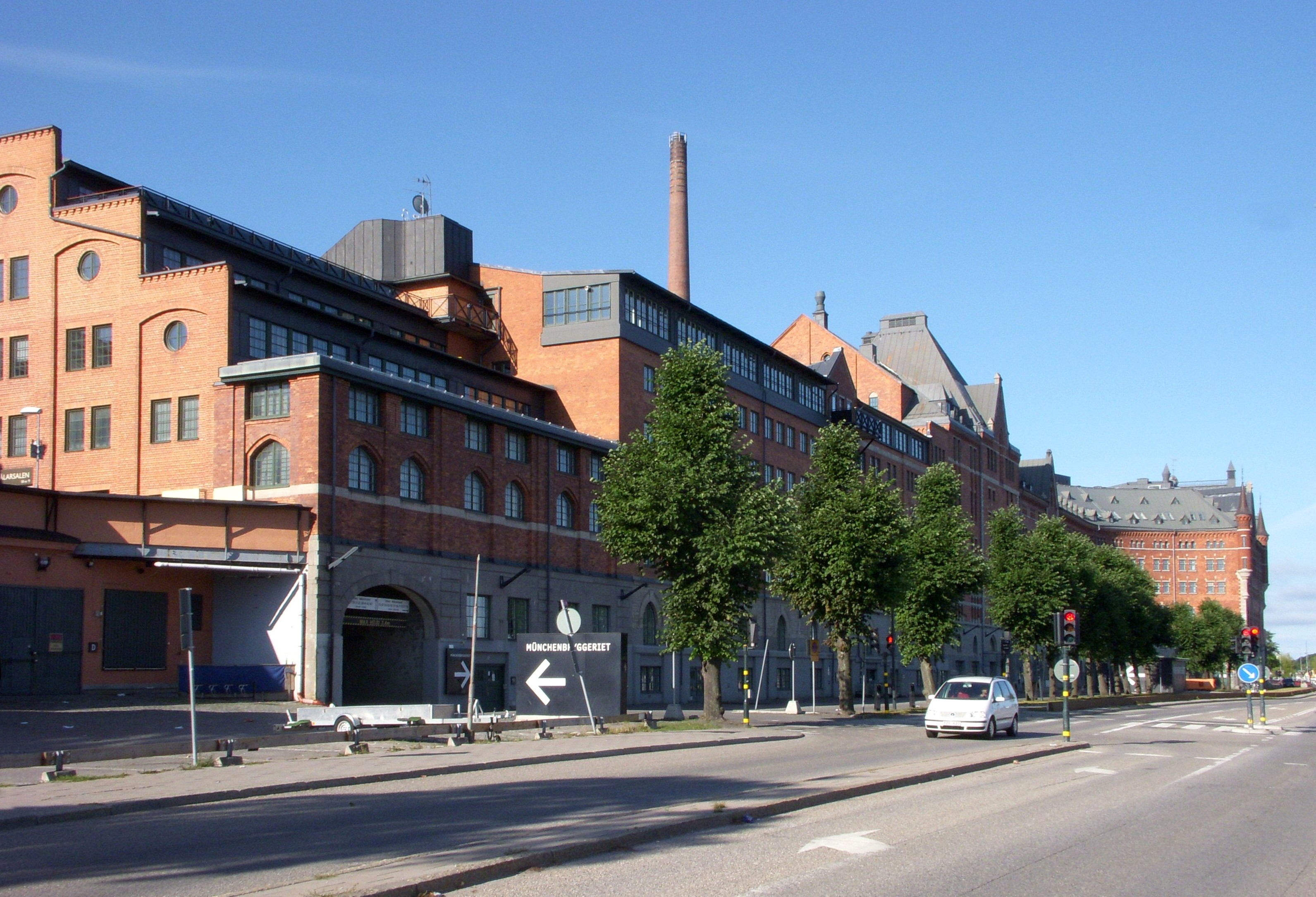
Münchenbryggeriet 2008
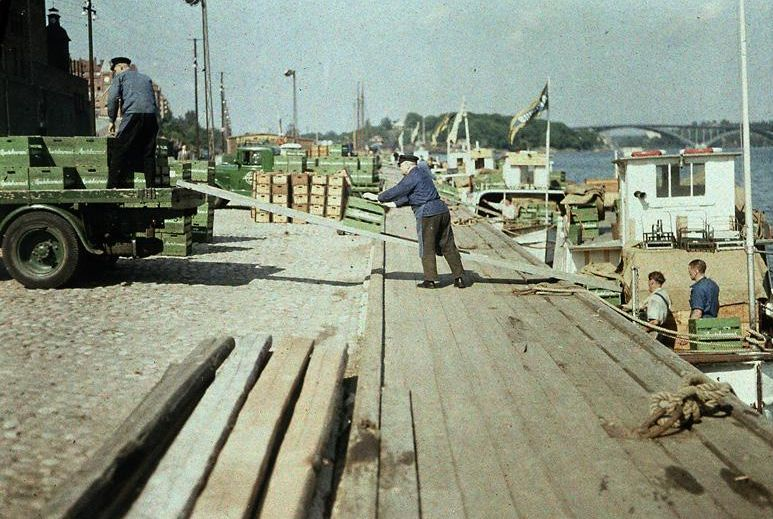
Drickesutkörare vid kajen år 1934.
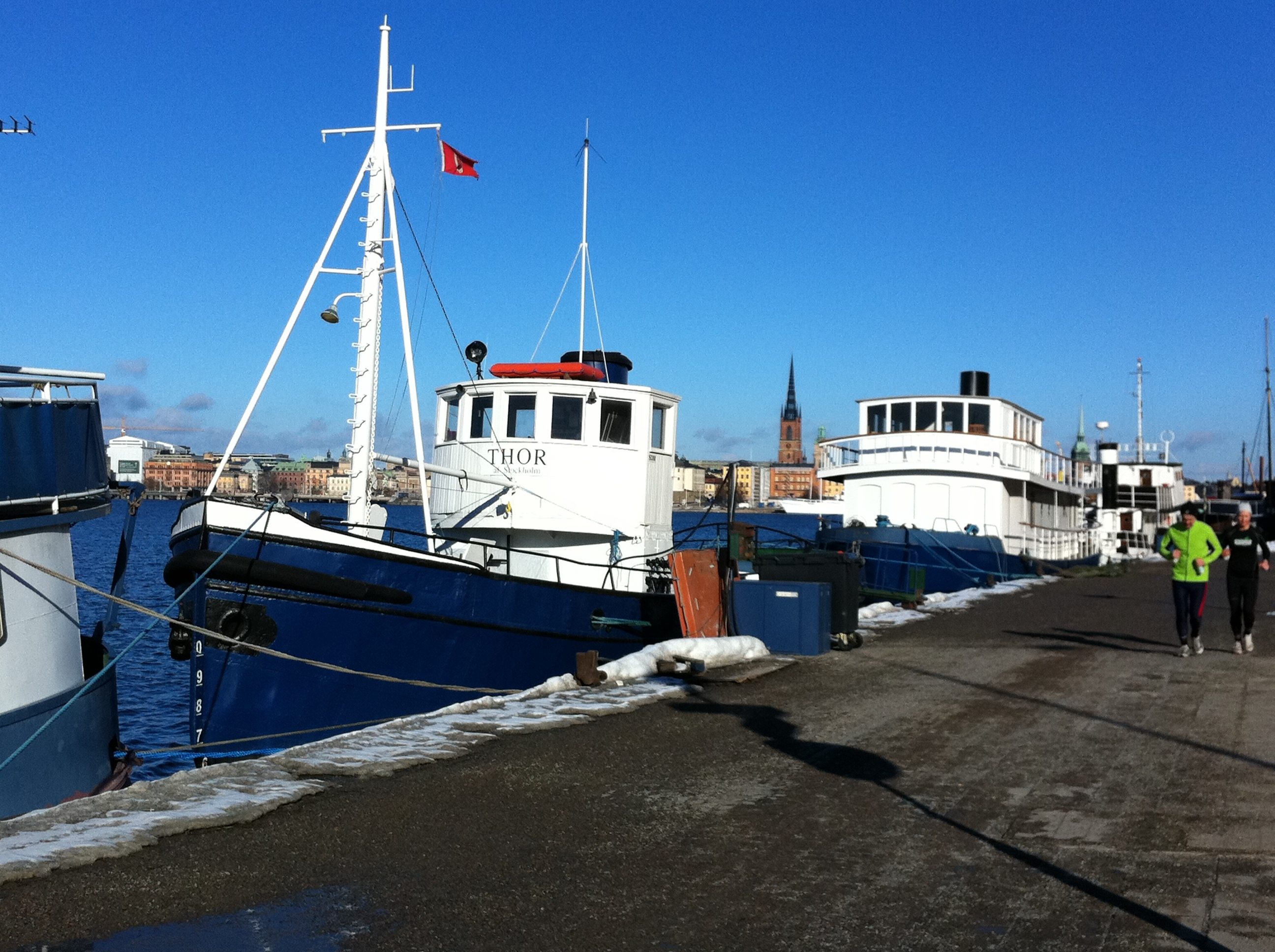
Fartyg vid kajen, 2011
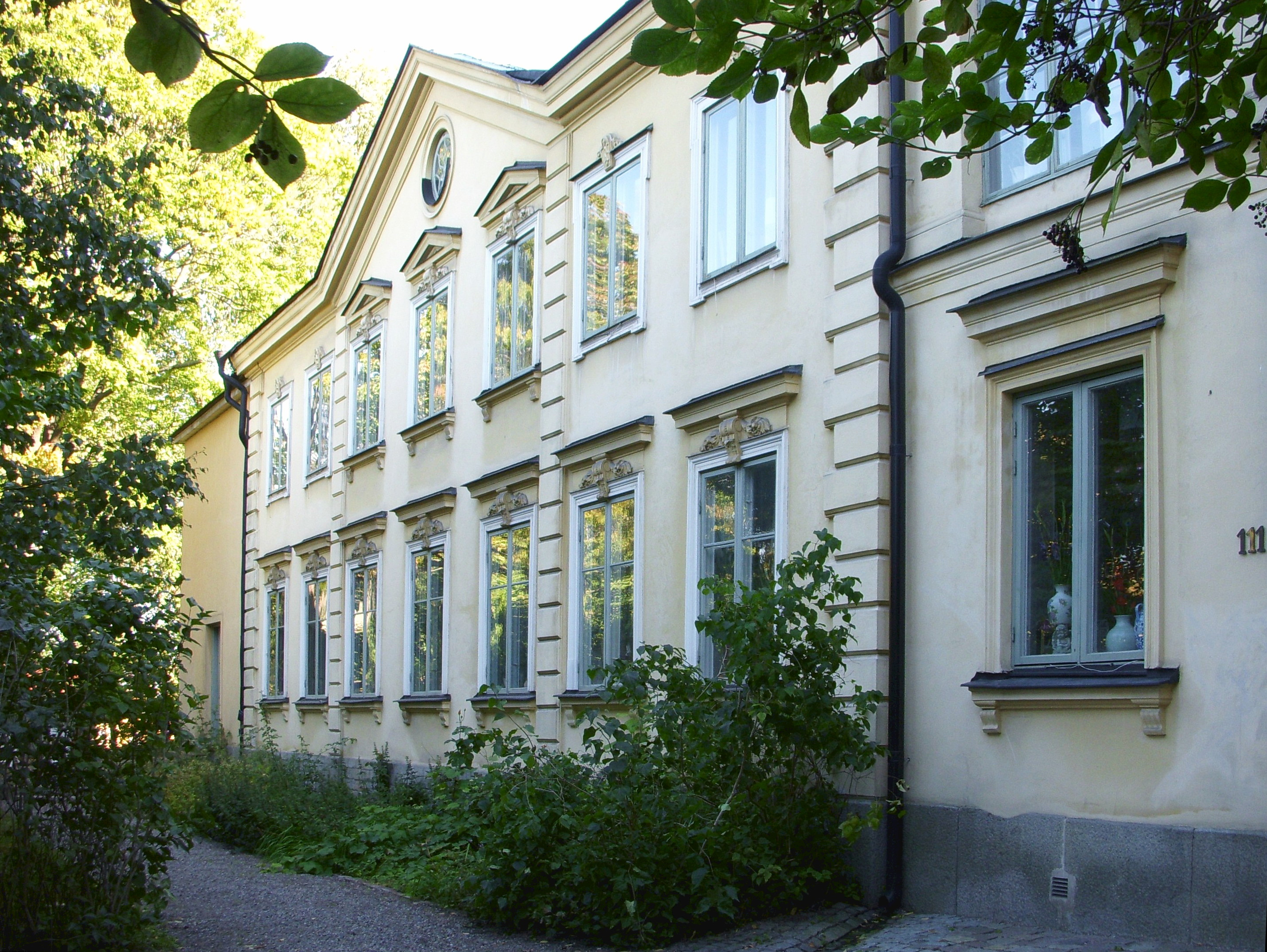
Heleneborgs malmgård 2009